# José Martins Nunes
José Martins Nunes (Faro, 6 de Junho de 1950) é um médico, gestor e político português, tendo ocupado o cargo de Secretário de Estado da Saúde no XII Governo Constitucional, Representante da Presidência do Conselho de Ministros na Comissão para Instalação do Observatório Europeu da Droga, Presidente do Centro Hospitalar e Universitário de Coimbra e Alto-Comissário Português para a Saúde Global.
No dia 7 de abril de 2015, foi feito Comendador da Ordem do Mérito pela Presidência da República - Chancelaria das Ordens Honoríficas Portuguesas.
No dia 27 de Setembro de 2019, foi agraciado com a Medalha de Mérito da Ordem dos Médicos.
Foi uma das pessoas que esteve envolvido directamente na criação e operacionalização da lei da transplantação de 1993, lei que mudou o paradigma da doação de órgãos em Portugal, ao tornar todas as pessoas potenciais dadores, com excepção daquelas que solicitassem o contrário. Durante largos anos Portugal foi líder na doação de órgãos a nível europeu por conta desta legislação.
Exerce actualmente o cargo de Presidente do Comité de Fundraising da Associação «Dignitude».

## Condecorações[4]
- Comendador da Ordem do Mérito de Portugal (7 de abril de 2015)

## Publicações
É autor e co-autor de diversas obras sobre Medicina e Gestão da Saúde:
«Uma Missão Saúde» (discursos, conferências, entrevistas e artigos de opinião). Autor (2018);
«A Lucidez da Ousadia - a propósito da Lei da Transplantação de 93». Autor e coordenador - edição da Secção regional do Centro da Ordem dos Médicos (2017);
«Essência da vida e dignidade humana" - Autor e Coordenador, Edições MinervaCoimbra (2012);
«A Anestesia nos Hospitais da Universidade de Coimbra - contributos para a História», Autor, Edição dos Hospitais da Universidade de Coimbra (2010);
«A Anestesiologia no Século IX e XX e os Hospitais da Universidade de Coimbra», autor e coordenador, Edição dos HUC (2005);
«Fundamentos da Anestesia para Ortopedia», Autor e Coordenador, Edições MinervaCoimbra (2005);
«Da Essência dos princípios à excelência da decisão», Autor, Edição do Autor (1994);
«Reprodução Medicamente Assistida - uma visão política, ética e social». Edição do Ministério da Saúde. (1993)
Opúsculos, catálogos ou separatas:
«Saúde, interioridade e coesão social», Conferências de Belmonte, (2014);
«Como a Anestesia mudou o mundo», separata Revista Sociedade Portuguesa de Anestesia 2014;
«Da responsabilidade dos Médicos Anestesiologistas. Dos diversos tipos de responsabilidade, formas de apuramento e instâncias decisórias. Consentimento informado.», separata Revista Sociedade Portuguesa de Anestesia 2014